# Małgorzata Oh
Małgorzata Oh (ur. ok. 1800, zm. 28 września 1868 w Juksan) – koreańska, męczennica i błogosławiona Kościoła katolickiego.

## Życiorys
Małgorzata Oh urodziła się w ok. 1800 roku. Była żoną Franciszka Paka z którym miała czterech synów. Po wybuchu prześladowań przeniosła się wraz z mężem i synami do Jincheon i w tajemnicy praktykowała swoją religię wraz z mężem. W czasie prześladowań antykatolickich jej mąż z rodziną dowiedział o przybyciu policji, wówczas wszyscy ukryli się w górach, gdzie Małgorzata Oh została zatrzymana przez policję z niemowlęciem, które niosła na plecach. Wtedy Franciszek Pak zszedł z góry i zostali razem aresztowani. W więzieniu jej i mężowi wymierzano różne rodzaje kar, lecz Małgorzata Oh z mężem trwale bronili swej wiary. W końcu poniosła z nim śmierć męczeńską 28 września 1868 roku.
Beatyfikował ją papież Franciszek 16 sierpnia 2014 roku w grupie 124 męczenników koreańskich.